# ゾーヤ・ヴォスクレセンスカヤ

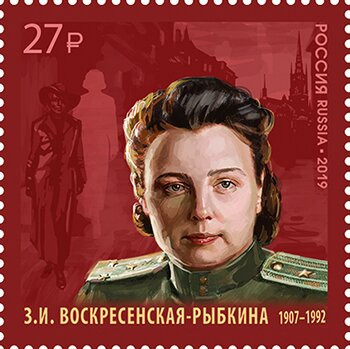
Zoya Voskresenskaya 2019 stamp of Russia

ゾーヤ・イワノヴナ・ヴォスクレセンスカヤ（ロシア語: Зоя Ивановна Воскресенская、1907年4月28日 - 1992年1月8日）は、ソ連の職業的諜報員。大佐。
同じく諜報員のボリス・ルイプキンと結婚し、結婚後の姓はルイプキナ（Рыбкина）。フィンランドでは夫婦間諜として活動した。

## 経歴
トゥーラ州ウズローヴァヤ駅の鉄道員の家庭に生まれる。1921年、チェーカー第42大隊の司書に採用され、その後、スモレンスク県特別任務班本部で勤務した。1923年、未成年犯罪者収容所の教官。1925年～1928年、カリーニン名称工場（スモレンスク）で働く。
1928年、モスクワに移り、1929年8月から統合国家政治局（OGPU）外国課（対外諜報）で働き始める。最初の任地はハルビンであり、2年間に渡って東清鉄道問題に関する任務を遂行した。その後、ラトビア、ドイツ、オーストリア、フィンランド、スウェーデンで活動した。
1935年～1939年、副支局長としてフィンランドに赴任。フィンランドでは、マダム・ヤルツェヴァ（Ярцева）（夫の諜報員ボリス・ルイプキン（Борис Рыбкин）の偽名）として知られた。帰国後、分析業務に移り、赤いオーケストラからの諜報情報を分析した。
独ソ戦勃発時、破壊工作・諜報グループの選抜、組織、教育、敵後方への派遣に従事する特別グループの職員であった。特別グループ職員に基づき、独立特別任務自動車化狙撃旅団（OMSBON）が編成され、彼女もそれに参加するはずだったが、異なる指示が与えられた。
当時、夫のボリスがスウェーデンで諜報活動を行う準備をしており、彼女も派遣して夫婦で活動させることが決定された。1941年末、コードネーム「イリーナ」（Ирина）は、大使館の報道官としてストックホルムに赴任した。在任時、情報収集、エージェントの徴募、ドイツ占領地各国のレジスタンスとの接触に従事し、1944年中盤、モスクワに帰還。
戦後、ドイツ課の副課長、課長を務める。1953年春、ヨシフ・スターリンの死後、諜報機関内で粛清が始まり、彼女はヴォルクト収容所の特別課長に左遷された。1955年、年金生活に入る。

## パーソナル
レーニン勲章、十月革命勲章、労働赤旗勲章、一等祖国戦争勲章、赤星勲章2個、「NKVD功労職員」称号を授与された。
退役後は、青少年向けの作家となり、1968年にソ連国家賞、1980年にレーニン・コムソモール賞を受賞。